# Douglas H. Ginsburg
Douglas Howard Ginsburg (Chicago, 25 de maio de 1946) é um jurista e acadêmico estado-unidense que atua como juiz na Corte de Apelações dos Estados Unidos para o Distrito de Columbia. Ele foi indicado para essa corte aos 40 anos em outubro de 1986 pelo presidente Ronald Reagan, e serviu como juiz chefe do tribunal de julho de 2001 até fevereiro de 2008. Ginsburg foi indicado por Reagan para preencher uma vaga na Suprema Corte criada após a aposentadoria do juiz associado Lewis F. Powell em outubro de 1987, mas renunciou a indicação como resultado de uma controvérsia criada pelo fato dele já ter usado maconha. Ronald Reagan terminou indicando Anthony Kennedy como substituto do juiz que havia se aposentado.
Ginsburg adquiriu o status de juiz sênior aos 65 anos em outubro de 2011, depois disso ele se juntou ao corpo docente da New York University School of Law em janeiro de 2012. Em 2013, ele saiu da NYU e começou a ensinar na Scalia Law School da Universidade George Mason. Ele é o autor de numerosos estudos em leis antitruste e direito constitucional.